# Duitstalige Gemeenschapsverkiezingen 2004/Kandidatenlijst/Sozialistische Partei
Dit is de kandidatenlijst van de Sozialistische Partei voor de Duitstalige Gemeenschapraadverkiezingen van 2004. De verkozenen staan vetgedrukt.

## Effectieven
1. Karl-Heinz Lambertz
2. Louis Siquet
3. Resi Stoffels
4. Charles Servaty
5. Marcel Strougmayer
6. René Hoffmann
7. Odette Schmitt-Rauw
8. Werner Baumgarten
9. Valerie Pötgen
10. Erwin Klinkenberg
11. Karin Lejeune
12. Dany Huppermans
13. Erika Schröder-Peiffer
14. Norbert Breuer
15. Monique Bartholomy
16. Alain Lennertz
17. Helma Faymonville
18. Ilona Wetzels-Beckers
19. Jean-Luc Velz
20. Marilyne Dedoyard
21. Kirsten Neycken-Bartholemy
22. Juliette Plottes
23. Marie-Christine Mölter
24. Edmund Stoffels
25. Joseph Barth